# 히스밭쥐속
히스밭쥐속(Phenacomys)은 비단털쥐과에 속하는 설치류 속의 하나이다. 북아메리카 서부 지역에서 발견되는 2종을 포함하고 있다. 속명은 그리스어로 "사기꾼 쥐"를 의미한다. 히스과 식물이 포함된 숲과 툰드라 지역에서 서식한다. 긴 털과 짧은 귀, 다리, 꼬리를 가진 작은 설치류이다. 여름에는 초본식물과 씨앗, 열매를 먹고 다른 때는 나무껍질과 관목 싹을 먹는다. 포식자는 족제비와 올빼미, 매 등이다. 일부 전문가들은 히스밭쥐속에 나무밭쥐속 종을 포함시킨다. 한 때는 2종의 히스밭쥐류를 단일종으로 간주하기도 했다.

## 하위 종
- 서부히스밭쥐 (Phenacomys intermedius)
- 동부히스밭쥐 (Phenacomys ungava)